# Nikica Valentić
Nikica Valentić (ur. 24 listopada 1950 w Gospiciu, zm. 3 maja 2023) – chorwacki polityk, prawnik i przedsiębiorca, działacz Chorwackiej Wspólnoty Demokratycznej (HDZ), parlamentarzysta, premier Chorwacji w latach 1993–1995.

## Życiorys
W 1974 ukończył prawo na Uniwersytecie w Zagrzebiu. Pracował w spółdzielczości, w latach 1978–1983 był dyrektorem spółdzielni mieszkaniowych. Następnie praktykował jako prawnik, specjalizując się w prawie handlowym i podatkowym. W okresie przemian politycznych w 1990 wstąpił do Chorwackiej Wspólnoty Demokratycznej. W tym samym roku został dyrektorem generalnym chorwackiego koncernu paliwowego INA. W 1992 uzyskał mandat posła do Zgromadzenia Chorwackiego.
3 kwietnia 1993 został przez prezydenta Franja Tuđmana desygnowany na urząd premiera. Stanowisko to zajmował do 7 listopada 1995. Podstawowym celem jego gabinetu było ustabilizowanie chorwackiej gospodarki. W okresie urzędowania udało się zahamować inflację i poprawić sytuację gospodarczą kraju poprzez denominację dinara chorwackiego i wprowadzenie nowej waluty kuny. W 1994 i 1995 chorwackie wojska przeprowadziły udane operacje wojskowe w Bośni i Hercegowinie oraz w Slawonii.
W 1995 ponownie wybrany do parlamentu, w 1996 zaangażował się jednak w działalność biznesową. Założył własne przedsiębiorstwo zajmujące się budową mieszkań. Zasiadał w Zgromadzeniu Chorwackim w kadencji 2000–2003, po czym zrezygnował z aktywności politycznej.

## Odznaczenia
- Wielki Order Króla Petara Krešimira IV (1995)[5]